# Jean Marais par Jean Marais
 (janvier 2021).
Si vous disposez d'ouvrages ou d'articles de référence ou si vous connaissez des sites web de qualité traitant du thème abordé ici, merci de compléter l'article en donnant les références utiles à sa vérifiabilité et en les liant à la section « Notes et références ».
Pour plus de détails, voir Fiche technique et Distribution.
Jean Marais par Jean Marais est un documentaire réalisé par Jean-Christophe Rosé et Carole Weisweller, sorti en 1995.

## Synopsis
Jean Marais, interprète des personnages créés par Jean Cocteau : Les Parents terribles, L'Aigle à deux têtes, Orphée, La Belle et la Bête et héros des films de cape et d´épée, est filmé chez lui. Il se raconte, au cours d'un entretien avec Carole Weisweiller, accompagné d'images d'archives et d'extraits de films ou de pièces de théâtre. Il parle de sa mère et de son enfance, de ses premières influences cinématographiques, de ses débuts au théâtre, des gens qui l'ont marqué (Charles Dullin, Jean Cocteau, Yvonne de Bray), de la Seconde Guerre mondiale, et de son parcours artistique. En 1993, à 80 ans, il pratique la peinture, la poterie, la sculpture et l'écriture.

## Fiche technique
- Titre original : Jean Marais par Jean Marais
- Réalisation : Jean-Christophe Rosé et Carole Weisweiller
- Image : Jacques Bouquin, Maurice Perrimond
- Son : Antoine Rodet
- Montage : Richard Vargas
- Sociétés de production et distributions : Compagnie des Phares et Balises (CPB), Canal+
- Pays d'origine:  France
- Langue d'origine : français
- Genre : documentaire
- Durée : 66 minutes
- Date de sortie :  France 1995